# Richard Seminack
Richard Stephen Seminack (ur. 3 marca 1942 w Filadelfii, zm. 16 sierpnia 2016 w Hoffman Estates) – amerykański duchowny greckokatolicki, od 2003 ordynariusz eparchii św. Mikołaja w Chicago. 

## Życiorys
Święcenia kapłańskie przyjął 25 maja 1967. Inkardynowany do archieparchii Filadelfii, pracował przede wszystkim w duszpasterstwie parafialnym, był także kapelanem bazylianek (1977-1979) i kapelanem bazyliańskiej uczelni w Filadelfii (1979-1982).
25 marca 2003 został mianowany biskupem eparchii św. Mikołaja w Chicago. Konsekrowany na biskupa 4 czerwca 2003.
Zmarł w Hoffman Estates 16 sierpnia 2016.